# Горбань з Нотр-Даму (франшиза)
«Горбань з Нотр-Даму» (англ. The Hunchback of Notre Dame) — діснеївська медіафраншиза, що почалася в 1996 році з виходу фільму «Горбань з Нотр-Даму». Франшиза заснована на романі 1831 року «Собор Паризької Богоматері» Віктора Гюґо.